# Casa Romei
Casa Romei è un palazzo di Ferrara situato in via Savonarola n. 30. Al suo interno è ospitato il Museo di Casa Romei.
Dal dicembre 2014 il Ministero per i beni e le attività culturali la gestisce tramite il Polo museale dell'Emilia-Romagna, nel dicembre 2019 divenuto Direzione regionale Musei.

## Storia e descrizione
Casa Romei fu costruita dal mercante Giovanni Romei circa alla metà del XV secolo, fu ampliata e abbellita in occasione delle sue seconde nozze con Polissena d'Este poco prima del 1468. Dopo la morte del proprietario (1483), la casa fu lasciata in eredità alle monache dell'attiguo monastero del Corpus Domini, che la inglobò nella propria struttura. Nella seconda metà del Cinquecento, lavori di modifica furono effettuati dal cardinale Ippolito II d'Este. Nel piano nobile furono ampliate le cubature, e i nuovi soffitti voltati furono decorati con affreschi e grottesche, attribuiti alla bottega dei Filippi.
Il cortile dai modi tardogotici e le decorazioni fiorite, la Sala delle Sibille e dei Profeti e lo "Studiolo" costituiscono un corpus artistico unico a Ferrara.
Acquisita al demanio dello Stato nel 1898, Casa Romei divenne un vero e proprio Museo nel 1953, accogliendo raccolte di affreschi staccati, statue e lapidari provenienti da edifici cittadini.
Il salone principale della casa ospita concerti e lezioni accademiche del Conservatorio Girolamo Frescobaldi di Ferrara.

## Descrizione

### Esterni

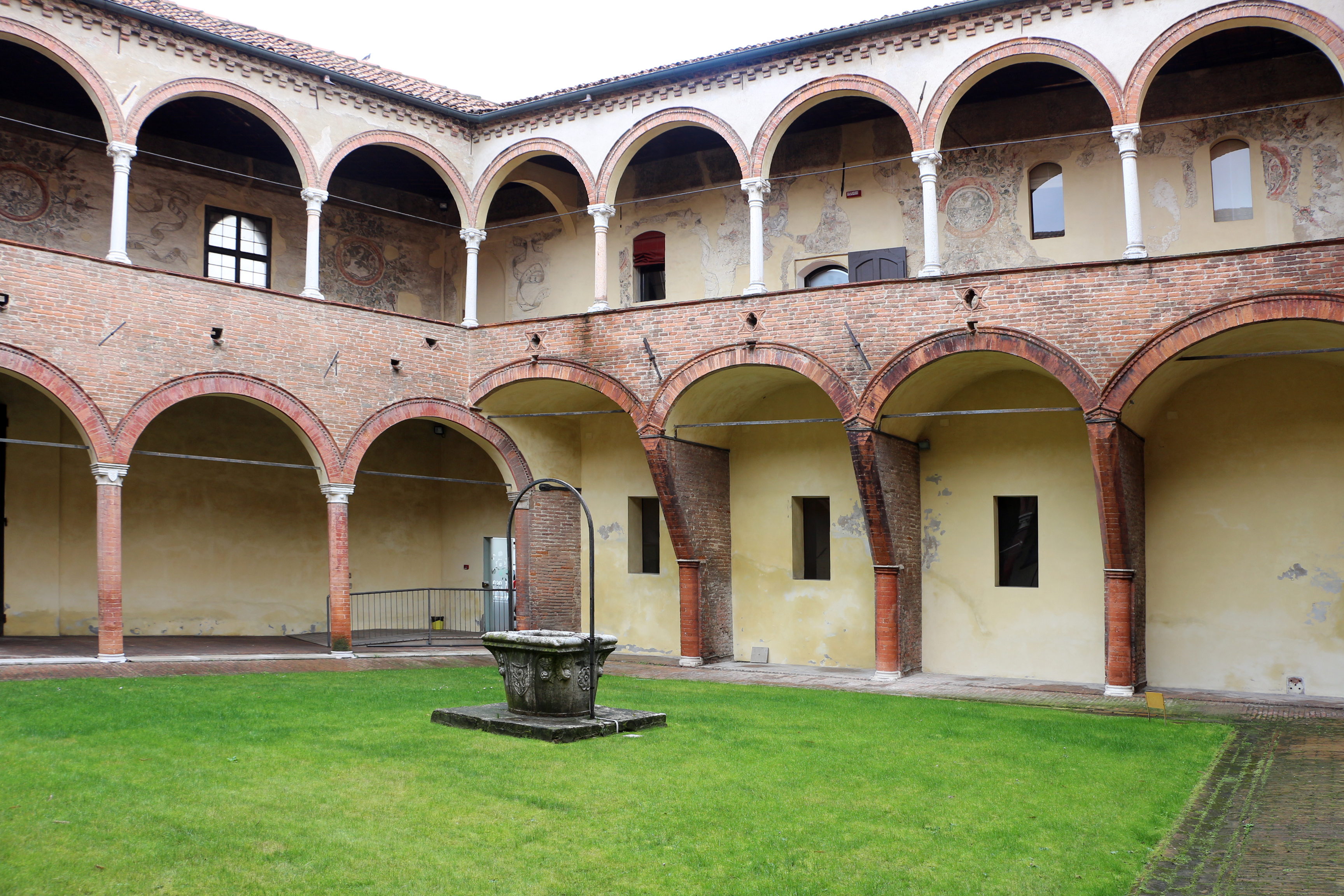
Il cortile, con le caratteristiche baldresche

L'edificio è un esempio pressoché unico di commistione tra elementi medievali e rinascimentali. Nel maestoso cortile d'onore è visibile un grande monogramma di Cristo in terracotta come decorazione.

### Interni

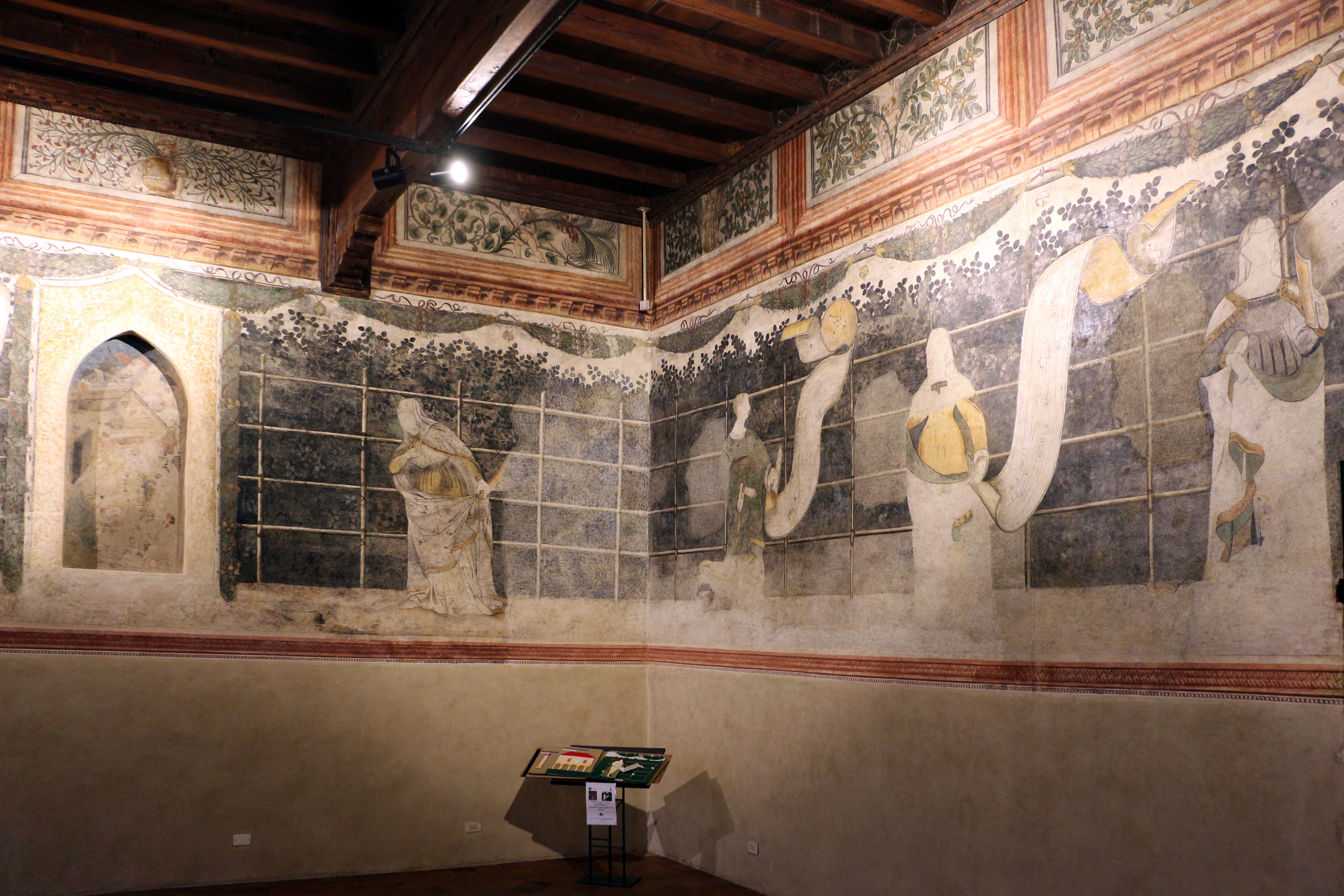
Affreschi nella sala delle Sibille, 1450 ca.

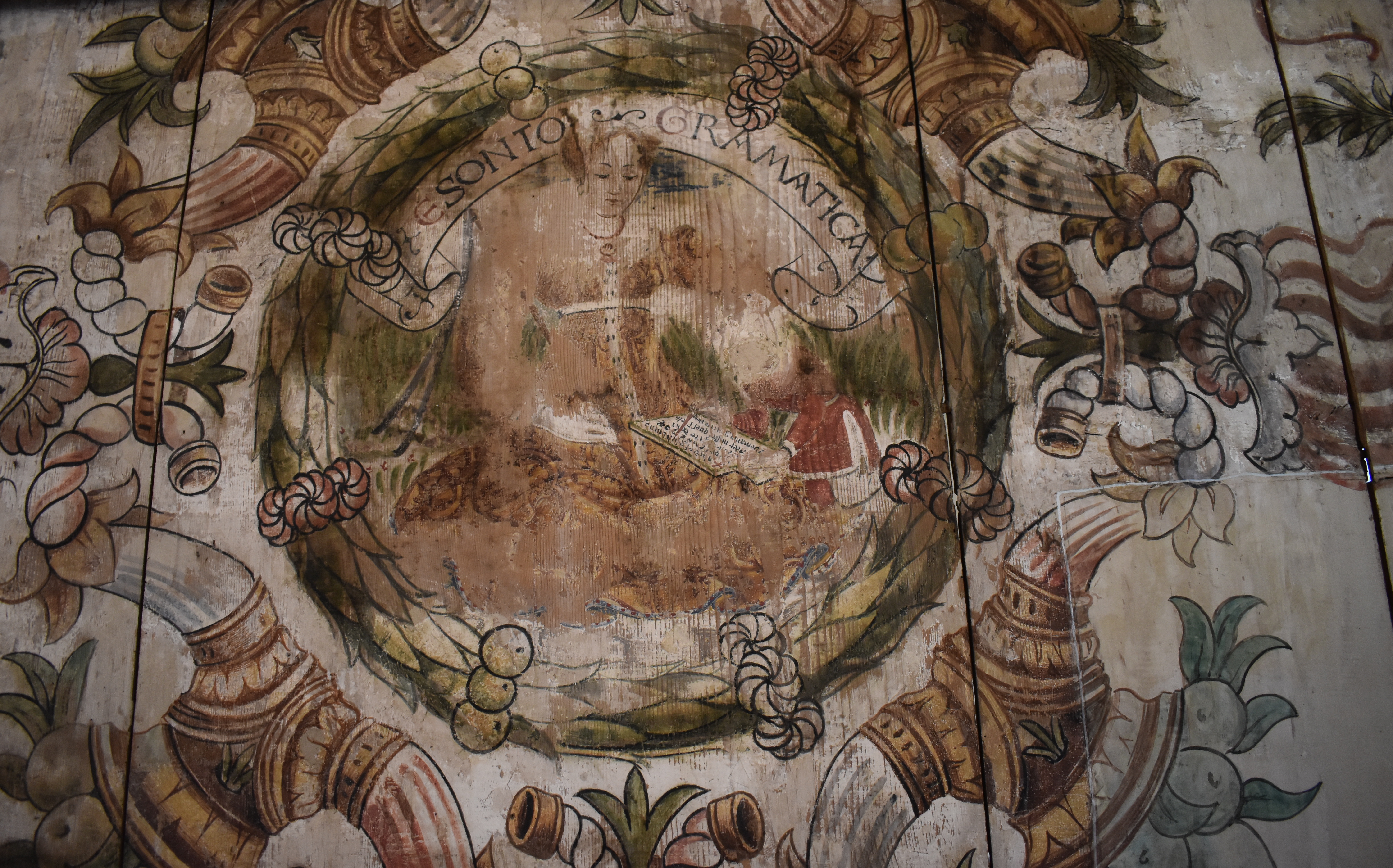
Pittore ferrarese del secondo quattrocento, Allegoria della Grammatica, tramezza lignea

#### Piano terra
Al piano terreno le sale sono decorate in stile gotico e vi è collocato un piccolo lapidario. La "Sala delle Sibille" mostra le profetesse affrescate alle pareti, ciascuna con cartigli di profezie in mano che corrono attorno, sullo sfondo di una siepe verde. Notevole è anche il camino.

#### Primo piano
Al piano nobile l'appartamento cinquecentesco è finemente decorato e presenta mobilio antico. Questa parte del palazzo fu trasformata dal cardinale Ippolito II d'Este, infatti il suo simbolo, un'aquila bianca, è ripetuto più volte nel salone d'onore. Lo studio di Giovanni Romei ha il soffitto a cassettoni, decorati al centro da disegni su carta applicati, secondo un'usanza allora diffusa ed oggi sopravvissuta in rari esemplari.

## Museo
Il palazzo è sede museale denominata Museo di Casa Romei dal 1952 e raccoglie opere artistiche provenienti da chiese e conventi sconsacrati e talvolta distrutti, oltre che da altri palazzi di Ferrara.  Vi sono opere di Donatello, Francesco del Cossa, Gregorio di Lorenzo, Bastianino e Alfonso Lombardi.

### Lapidario
All'apertura del museo le stanze del piano terra sono state destinate a raccogliere statue, bassorilievi, marmi medievali e rinascimentali, cotti, lapidi commemorative e funerarie.
Tra i pezzi esposti: 
- Il Prospetto di tabernacolo proveniente dalla chiesa di San Cristoforo alla Certosa, opera cinquecentesca in marmo scolpito attribuita ad Alfonso Lombardi. Tra i caratteristici ornamenti rinascimentali come candelabre e testine, figurano l’emblema dello Spirito Santo e, in basso, l’Agnello mistico.
- Il Ritratto di Napoleone I e mano reggente il globo è il frammento residuo della statua di Napoleone Bonaparte (opera dello scultore bolognese Giacomo De Maria), che era stata posta sulla colonna della piazza Ariostea nel 1810 e poi abbattuta il 14 maggio 1814 con l'arrivo degli austriaci.
- San Michele Arcangelo. Alla statua mancano la bilancia che reggeva con la mano sinistra e la spada che impugnava con la mano destra. Fu scolpita da Andrea Ferreri tra il 1720 e il 1735 per la cappella di San Vincenzo della distrutta chiesa di Sant’Andrea.

Particolare interesse riveste la struttura in mattoni parzialmente intonacati, posta nella seconda sala del lapidario, e attualmente sotto il livello pavimentale. Si tratta di una vasca termale, rinvenuta durante una campagna di scavi archeologici, nella prima metà degli anni Novanta del XX secolo. Lo scavo, volto ad accertare la sequenza edilizia della casa, ha riportato alla luce una piccola piscina, dotata di gradino per scendere e seduta perimetrale. L'acqua era riscaldata da un sistema di riscaldamento alimentato da un camino posto nelle vicinanze. Allo stato attuale, è l'unica e più antica struttura di questo tipo esistente a Ferrara.

### Piano nobile
Il loggiato del piano nobile è decorato con affreschi di gusto tardogotico, con ripetuto, lo stemma ripetuto di Giovanni Romei - il cane rampante - alternato a nastri svolazzanti, decorati con lettere gotiche, il cui significato ancora non è stato compreso.
Sulle pareti si possono osservare tracce di graffiti lasciati in antico, in particolare, di fianco alla porta d'ingresso alla prima sala, una citazione letteraria «Amor mi fa parlare che m'è nel core» tratto dall'incipit di un'opera di Giovanni Boccaccio, il Ninfale fiesolano.
Sui parapetti, si trovano altri graffiti, anche questi, con ogni probabilità, antichi: si tratta di piccoli disegni, e schemi da gioco, riconducibili a due tipologie di alquerques, come descritti da Alfonso X di Castiglia, nel suo Libro de los juegos. 
Le sale di rappresentanza presentano decorazioni cinquecentesche che ricordano un importante momento della storia di Casa Romei. Vi sono stanze piccole e semplici che separano il loggiato e il cuore del piano nobile, due stanze più ampie e il salone d'onore. Il progetto della dimora venne commissionato probabilmente dal cardinale Ippolito II d’Este verso la metà del XVI secolo.
La sala di Tobiolo e l’Angelo, la sala di David e Golia, la sala della Scimmietta ed il salone d'onore hanno eleganti soffitti con decorazioni a grottesca con riquadri affrescati da Sebastiano Filippi. In queste sale sono conservati frammenti di affreschi dei secoli XIV e XV provenienti da chiese ferraresi. Meritano attenzione: 
- San Nicola da Tolentino. L’imponente scultura in marmo datata al XVI secolo è stata generalmente attribuita ad Alfonso Lombardi (1487-1536). Si trovava in origine nella cappella dedicata a San Nicola della distrutta chiesa di Sant’Andrea; trasferita al palazzo dei Diamanti nel 1867 a seguito della chiusura della chiesa, nel 1952 fu collocata a Casa Romei. San Nicola da Tolentino è raffigurato in piedi nell’atto di guardare il crocifisso che regge nella mano destra, mentre nella sinistra ha un libro chiuso.
- Madonna con il Bambino. La scultura in pietra grigia, generalmente attribuita ad artista di scuola veneta e datata 1408, proviene dal portale della ex chiesa di San Maurelio o chiesa nuova, in piazza Municipale (ora “Sala Estense”), da dove venne rimossa nel 1916 e trasferita al palazzo dei Diamanti, quindi a Casa Romei. Recentemente la statua è stata attribuita a Filippo da Venezia. Su una base ottagonale poggia la Madonna che sorregge il Bambino con il braccio sinistro, mentre con la mano destra tiene un lembo dell’ampio manto.
- Madonna con il Bambino. Databile al XV secolo e attribuita da Gualtiero Medri (1958) a Michele da Firenze (artista formatosi con Lorenzo Ghiberti), il bassorilievo in cotto era collocato in origine sulla finta facciata di chiesetta in via Borso 42 a Ferrara. L’opera raffigurante la Madonna che regge il bambino, in piedi, è bordata da una ghirlanda circolare.
- Madonna con il Bambino. Databile al XV secolo (1460 ca.?), questo bassorilievo in gesso policromo, dall’analisi dell’esecuzione tecnica e stilistica è stato attribuito di recente a Donatello e bottega, anche grazie alla straordinaria qualità dei volti. Nel bassorilievo di forma rettangolare è raffigurata la Madonna di profilo, chinata verso il Bambino avvolto nel manto azzurro della Madre.
- Marco Agrippa e Antonino Pio. Si tratta di due bassorilievi opera del fiorentino Gregorio di Lorenzo (1436 ca. - 1504), come attesta un pagamento all’artista datato 12 ottobre 1472, proviene dal cortile dell’Università e raffigurano Marco Agrippa e Antonino Pio. I busti in marmo sono reso di profilo. La raffinatezza dell’esecuzione dona ai personaggio una forte solennità, riproponendo il ritratto “all’antica” nato nel Rinascimento. I vigorosi ritratti facevano probabilmente parte della serie di dodici effigi di grandi romani – voluta dal duca Ercole I d'Este (1431-1505) nel 1472-73 – come ornamento della torre di Rigobello a fianco del palazzo Ducale, sottoposto a grandi lavori di ampliamento in vista del matrimonio del duca con Eleonora d’Aragona, figlia del re di Napoli.

### Studiolo
Questo ambiente piccolo e raccolto è ritenuto lo studiolo di Giovanni Romei.
Il singolare soffitto è formato da cassettoni lignei – otto interi e quattro mezzi – decorati con ricercate xilografie su carta a fondo verde. Probabilmente l’incrocio delle travi era un tempo evidenziato da borchie dorate.
In ciascun cassettone ritorna il motivo di quattro teste femminili circondate da elementi a forma di foglia raggruppati attorno a una rosetta posta al centro del riquadro.
L’altissima qualità e il preziosismo stilistico del soffitto che da solo orna la saletta e accentra l’attenzione del visitatore, hanno fatto pensare che l’ideatore della decorazione possa essere stato Francesco del Cossa (Ferrara, 1436 - Bologna, 1478).